# جورج إس. باك
جورج إس. باك (بالإنجليزية: George S. Buck)‏ هو سياسي أمريكي، ولد في 10 فبراير 1875 بشيكاغو في الولايات المتحدة، وتوفي في 5 يوليو 1931 في نفس البلد. حزبياً، نشط في الحزب الجمهوري.